# Bangun Purba (Lembah Sorik Marapi)
Bangun Purba is een bestuurslaag in het regentschap Mandailing Natal van de provincie Noord-Sumatra, Indonesië. Bangun Purba telt 1646 inwoners (volkstelling 2010).